# Législation sur le tabac

Pictogramme d'interdiction de fumer

Le tabac est un produit nocif pour la santé. En tant que tel, il est encadré par de nombreuses législations, certaines datant du XVIIe siècle et de l'apparition du tabac.
La législation sur le tabac a pour objectif de réduire le tabagisme et de protéger les non fumeurs contre le tabagisme passif, en interdisant de fumer dans certains lieux (lieux publics, véhicules particuliers, etc.).
Afin de réduire la consommation, il est également possible d'imposer la présence d'avertissements sur les paquets de cigarettes et de réglementer la publicité, le marketing (paquets génériques) et les opérations de parrainage par des entreprises du tabac.
Une autre approche législative consiste à interdire la vente (et éventuellement la consommation) aux personnes en dessous d'un certain âge (en général, 18 ou 21 ans). La vente de tabac est complètement interdite dans certains pays comme le Bhoutan depuis 2004 et le Turkménistan depuis 2016.

## Législation internationale

La Convention-cadre de l'OMS pour la lutte antitabac a été ratifiée par 182 pays (en orange), représentent plus de 90 % de la population mondiale.

Elle est régie par la Convention-cadre de l'OMS pour la lutte antitabac (CCLAT) de l’Organisation mondiale de la santé signée en 2003 dans le cadre de l’« initiative pour un monde sans tabac ». C'est le premier traité international de santé publique.

## Afrique

### Mali
Le Mali a ratifié en 2005 la Convention-cadre de lutte anti-tabac de l'Organisation mondiale de la santé dans le cadre de l'« initiative pour un monde sans tabac ». Le conseil des ministres a adopté le 17 mars 2010 un projet de loi portant réglementation de la commercialisation et de la consommation du tabac et des produits du tabac qui vise à renforcer les actions de lutte contre le tabagisme et interdit toute forme de publicité et toute activité de promotion du tabac. Ce projet de loi vient renforcer la loi portant restriction de la publicité et de l'usage du tabac adoptée en 1996.

### Rwanda et Tanzanie
La chicha est interdite en Tanzanie depuis 2016 (la mesure concerne notamment les salons de chicha) et au Rwanda depuis 2017. Le ministère de la Santé du Rwanda interdit également la publicité pour la chicha.

## Amérique du Nord

### Canada
Le Canada n'a pas de loi fédérale pour restreindre le tabagisme. Il appartient plutôt aux dix provinces et aux trois territoires de légiférer sur la question. Plusieurs municipalités ont devancé les lois provinciales et restreint ou totalement interdit l'usage de la cigarette sur leur territoire :
- Le Nouveau-Brunswick, le Manitoba, le Nunavut, la Saskatchewan, Terre-Neuve et Labrador et les Territoires du Nord-Ouest interdisent tous l'usage du tabac dans les restaurants et les bars.
- L'Ontario a imposé une loi provinciale fin mai 2006. Cependant, plusieurs municipalités interdisaient déjà le tabagisme dans les lieux publics. C'est le cas de la ville de Toronto, qui a progressivement interdit la consommation de tabac dans les bars et restaurants, de 1999 à 2004. Le 16 juin 2008, l'Assemblée législative de l'Ontario a adopté une nouvelle loi qui protège les enfants de moins de 16 ans contre l'exposition à la fumée secondaire dans les véhicules automobiles[8].
- Longtemps reconnu comme un « paradis pour fumeurs », le Québec s'est doté de lois anti-tabac très étendues. L'usage du tabac est interdit dans la majorité des lieux publics depuis janvier 1999. Tous les bars, les restaurants jusqu'à un rayon de neuf mètres des portes, les véhicules de travail transportant deux personnes ou plus, les aires communes des immeubles de 6 logements ou plus sont devenus non-fumeurs le 31 mai 2006. La loi inclut l'abolition de tout fumoir pour 2008[9],[10],[11].
- Depuis le 1er octobre 2004, il est interdit de fumer dans les endroits publics et les lieux de travail du Nouveau-Brunswick et notamment sur les terrains d'écoles, dans les magasins de détail, les salles paroissiales, les centres de congrès, les installations récréatives, les établissements d'enseignement, les salles de bingo, les établissements ayant un permis d'alcool, les restaurants[12],[13].
- L'Île-du-Prince-Édouard permet la cigarette dans certaines aires désignées.
- Le Yukon était la dernière région canadienne sans législation anti-tabac. Depuis le 15 mai 2008, le Yukon interdit l'usage du tabac dans les bars et restaurants. La ville de Whitehorse interdit l'usage du tabac dans tous les lieux publics, incluant bars et restaurants, depuis 2005.
- Loi concernant la lutte contre le tabagisme : Le Québec interdit l'usage du tabac dans presque tous les lieux publics depuis la réforme de 2005.

### États-Unis

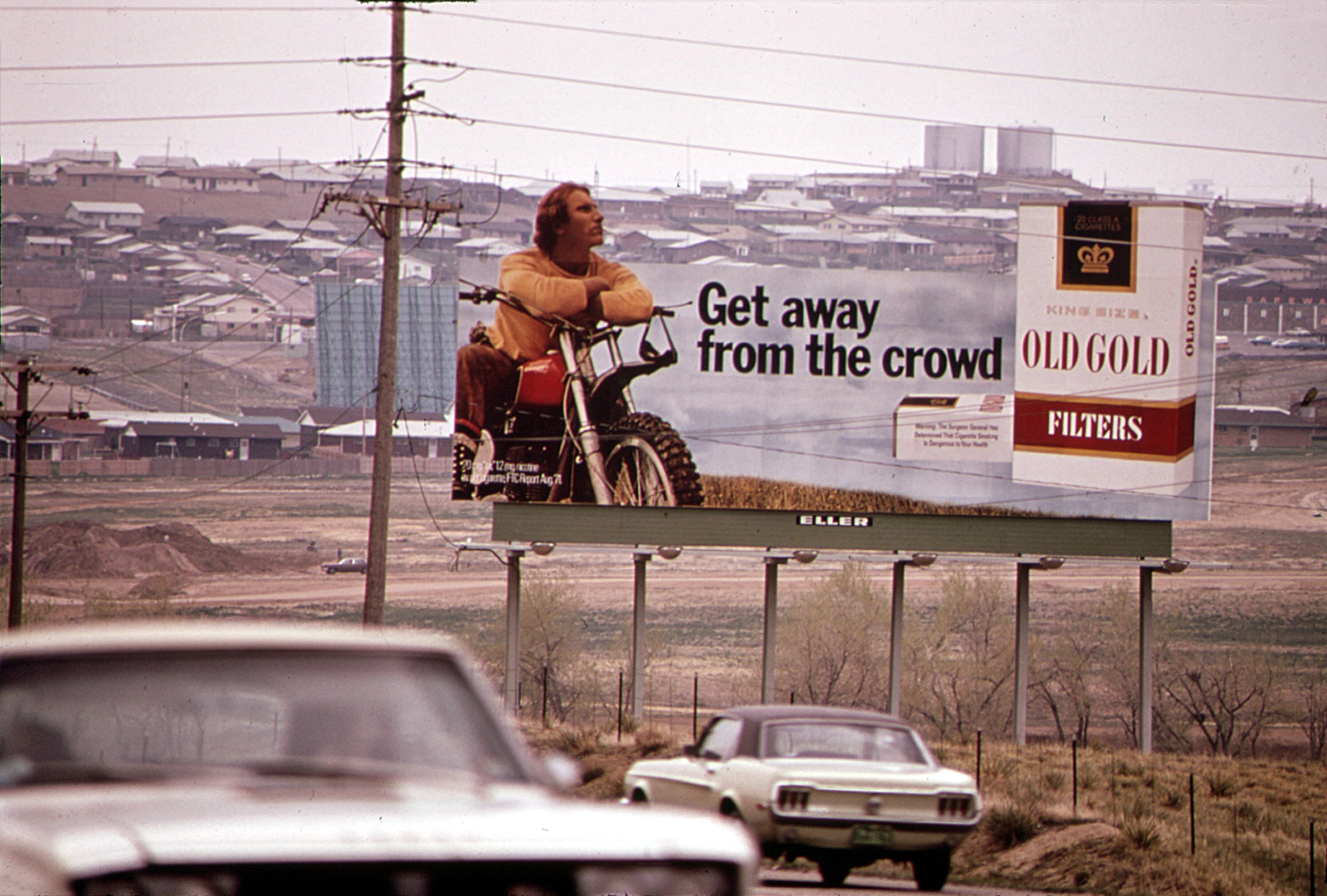
Publicité pour cigarettes Old gold, Denver, 1972.

Le tabac était interdit à la vente dans 15 États des États-Unis entre 1890 et 1927.
Jusqu'en 2009, les États-Unis comme le Canada n'imposent pas de réglementation fédérale, laissant le soin aux États de légiférer. Ceux-ci ont tous interdit le tabagisme en public, avec plus ou moins de sévérité selon les régions. Les villes et municipalités peuvent également adopter leurs propres règlements pour limiter ou bannir l'usage du tabac en public. La ville de New York, par exemple, applique une politique d'interdiction du tabagisme, qui n'est pas toléré dans les bars, discothèques et restaurants.
Le 2 avril 2009, la Chambre des représentants américains adopte un projet de loi octroyant à l'autorité de contrôle de la sécurité alimentaire et des médicaments (FDA), une agence du gouvernement fédéral, des pouvoirs nouveaux afin d'imposer des restrictions à l'industrie du tabac. Une loi est adoptée le 22 juin 2009. Elle limite la publicité à l'intention des mineurs. Les avertissements aux fumeurs figurant sur les paquets de cigarettes sont rendus plus lisibles. En outre, la FDA peut contrôler la composition des cigarettes (teneur en goudron, nicotine et autres substances dangereuses) et dispose de moyens coercitifs supplémentaires pour superviser l'application de la loi chez les cigarettiers.
Depuis 2013, des villes (New York 2013, Chicago 2016) et des États (Californie, Hawaï) ont élevé l'âge légal de 18 à 21 ans pour l'achat et parfois la consommation de produits du tabac. Dans certains cas, l'interdiction concerne également les cigarettes électroniques.

## Asie

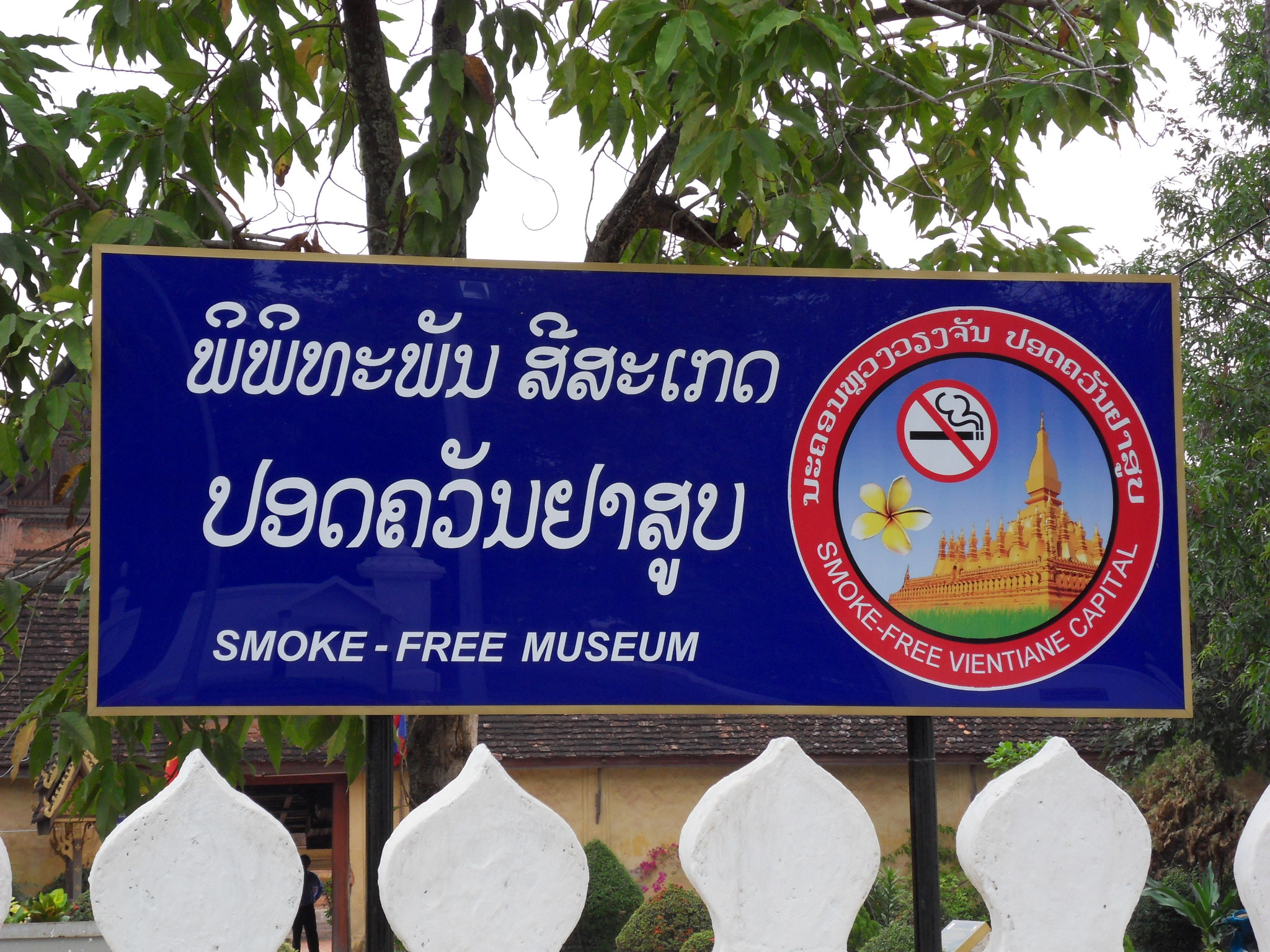
Au Laos, les temples et musées sont non-fumeurs (ici le Vat Sisakhet de Vientiane)

### Japon
Fumer est interdit dans les lieux publics comme les gares, les aéroports ou les musées, sauf dans les espaces fumeurs indiqués spécifiquement. Certains arrondissements spéciaux de Tokyo ont adopté des arrêtés d'interdiction de fumer dans la rue ou qui prévoient une amende pour les fumeurs jetant leur mégot de cigarette à terre. D'après des responsables de l'arrondissement de Chiyoda, des habitants se sont plaints de fumeurs tenant leurs cigarettes trop près du visage des enfants.

### Turquie
Le 7 novembre 1996, la Turquie interdit le tabagisme dans les lieux publics avec une amende de 700 livres (environ 400 euros) depuis 2006 (la législation 4207 avec le nom « Tütün le ve Tütün Mamullerinin Onlenmesine Dair Kanun » ‹ l'Acte pour l'empêchement de dangers de produits de tabac et tabac ›). Depuis le 19 juillet 2009, il est également interdit de fumer dans les restaurants, les bars et les discothèques.

## Océanie

### Australie
Depuis le 1er décembre 2012, les fabricants de cigarettes ont l'obligation de vendre leurs cigarettes dans un seul type d'emballage en Australie, premier pays à appliquer une mesure de ce type. Le paquet de cigarettes, d'un vert olivâtre sombre et couvert d'avertissements choc est identique pour toutes les marques, seul le nom de la marque peut figurer sur le paquet. Cette décision vise à réduire l'influence d'une marque et de son logo par le biais de la publicité sur les fumeurs. À la suite de cette réglementation, la directrice de l'Organisation mondiale de la santé Margaret Chan a appelé les autres pays à suivre l'exemple de l'Australie, en matière de marketing du tabac, tandis que la Commission européenne a fait savoir qu’elle suivrait de près l'impact que cette initiative aura sur la population.
Plusieurs pays producteurs de tabac (l'Ukraine, la République dominicaine, le Honduras, Cuba et l'Indonésie) ont lancé un recours contre l'Australie devant l'Organe de règlement des différends de l'Organisation mondiale du commerce à propos de cette décision. Philip Morris International (PMI) a également lancé un recours contre l'Australie au titre d'un accord de libre-échange entre l'Australie et Hong Kong. La filiale Philip Morris Asie de PMI, basée à Hong Kong, a racheté Philip Morris Australie quelques mois avant que la loi australienne soit promulguée, afin de rendre ce recours possible. Les différents recours ont été perdus par PMI.

### Nouvelle-Zélande

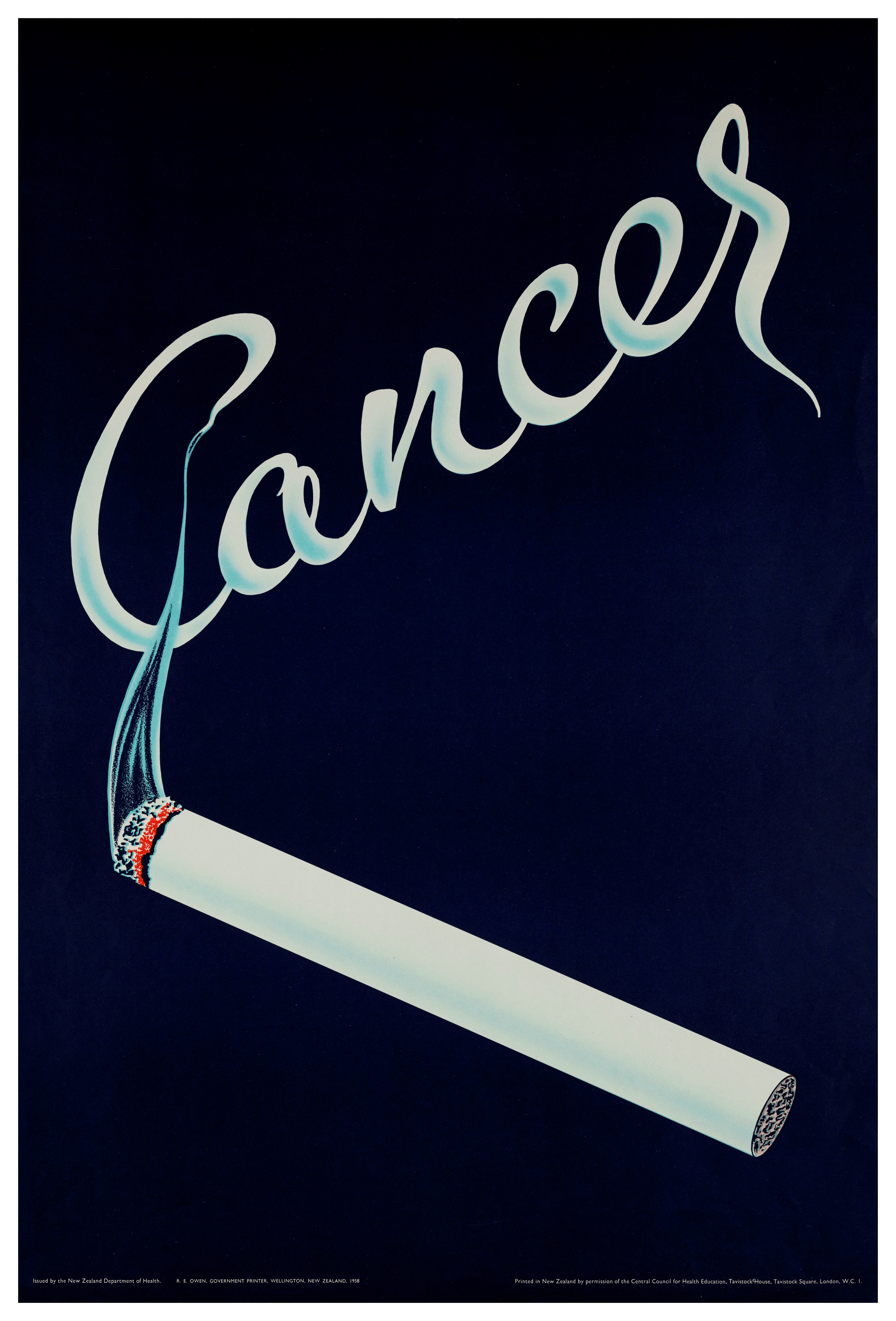
Affiche de prévention du tabagisme, Nouvelle-Zélande, 1958.

La Nouvelle-Zélande a beaucoup fait baisser la consommation de tabac, notamment en augmentant le prix de plus de 10 % chaque année pendant dix ans (pour atteindre environ 25 euros par paquet).
En 2022, le gouvernement de Jacinda Ardern introduit un paquet de trois mesures ambitieuses et pionnières pour réduire le tabagisme :
- La baisse du taux de nicotine dans les cigarettes (dénicotinisation) pour réduire l’addiction et faciliter l'arrêt ;
- Une réduction massive du nombre de magasins autorisés à vendre des produits du tabac, en passant d'environ 6 000 points de vente à 600 ;
- Une « interdiction générationnelle de fumer », qui doit relever chaque année l'âge légal de consommation du tabac et interdire l'achat de cigarettes aux générations nées après 2008 (génération sans tabac).

Cependant, le gouvernement conservateur de Christopher Luxon, investi le 27 novembre 2023, annonce le jour suivant renoncer à cette disposition et lancer une abrogation des lois associées. Le chef du gouvernement fait valoir la crainte d'un développement du marché noir.

## Europe

### Union européenne
L'essentiel de la législation relative au tabac dans l'Union européenne est du ressort des États membres.
La Commission européenne peut toutefois élaborer des directives puis les soumettre à l'examen du Conseil de l'Union européenne. Le Parlement européen participe au processus dans certains cas. Les États membres doivent transposer les directives adoptées par le Conseil dans leurs lois nationales. Le Parlement et le Conseil ont notamment adopté des directives relatives à la composition des produits du tabac, aux informations sanitaires qui doivent figurer sur les paquets et à la publicité. La dernière directive relative au tabac est entrée en vigueur le 19 mai 2014 ; elle s'applique aux États membres depuis le 20 mai 2016,. Les États membres restent libres d'édicter des lois plus restrictives que celles proposées par la Commission, comme l’instauration du paquet de cigarettes neutre.
Le principe de libre circulation des marchandises au sein de l'Union européenne constitue à l'inverse un obstacle aux politiques antitabac des États membres car la fiscalité des produits du tabac n'est pas harmonisée au sein de l'Union européenne.
Une directive concerne la structure et les taux des accises applicables aux tabacs manufacturés. Toutefois, en 2025, les règles de cette directive ne sont plus adaptées à leur objectif.
Les cigarettes mentholées (qui représentaient 8 % des ventes en France, soit un million de fumeurs) sont interdites à partir du 20 mai 2020.

#### Allemagne
La législation allemande concernant la vente et la consommation de tabac ainsi que la prévention contre le tabagisme est variable selon les Länder, mais il existe également une législation et une jurisprudence fédérales concernant notamment la publicité, les transports et administrations publics, la protection des mineurs et des salariés ou les logements locatifs. Il existe dans certains de ces domaines des législations locales antérieures, mais le droit fédéral prime sur le droit local selon la Loi fondamentale de la République fédérale d'Allemagne. Au niveau local, des restrictions supplémentaires peuvent exister, comme pour les écoles, les administrations publiques locales ou les restaurants.

#### Autriche
Alors qu'une loi de 2015 prévoyait que le tabagisme soit interdit dans les bars et les restaurants autrichiens à partir du 1er mai 2018, le Parti de la liberté d'Autriche annonce lundi 11 décembre 2017 que la coalition qu'il forme avec la droite traditionnelle s'est entendue pour renoncer à cette interdiction. Le tabagisme est toujours autorisé en Autriche dans les bars et restaurants de taille inférieure à 50 m2 et dans ceux dotés d'un espace fumeur séparé.

#### Belgique

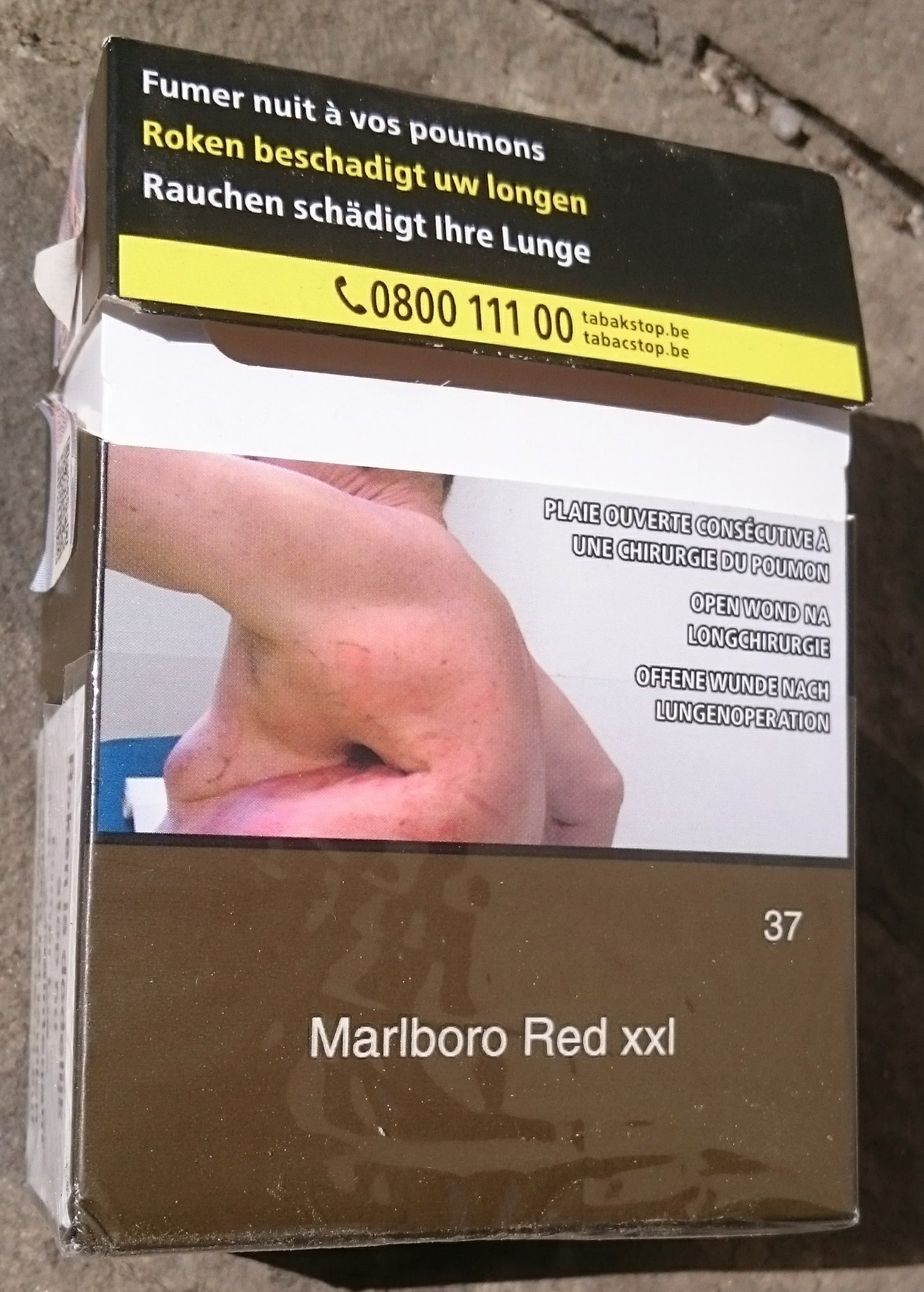
Un paquet de cigarettes neutre en Belgique.

- L'Arrêté royal du 14 septembre 1976 interdit la consommation de tabac dans les transports publics. La consommation de tabac ne peut être autorisée que dans les compartiments prévus à cet effet.
- Par les Arrêtés Royaux du 15 mai 1990 et du 2 janvier 1991, il est interdit de fumer dans les lieux accessibles au public.
- Le 1er janvier 2004, les compartiments « fumeurs » disparaissent des trains de la Société nationale des chemins de fer belges (SNCB) et la vente de tabac devient interdite aux moins de 16 ans, sous peine de fortes amendes (mise en application, 1er décembre 2004).
- Le 1er janvier 2006, il est interdit de fumer sur son lieu de travail, sauf si un endroit est prévu à cet effet (AR du 19 janvier 2005 relatif à la protection des travailleurs contre la fumée de tabac).
- Depuis le 1er janvier 2007, il est interdit de fumer dans les restaurants. Cette législation peut être considérée comme assez permissive par rapport aux autres pays européens, car la consommation de tabac reste autorisée dans les bars, discothèques, cercles de jeux et cafés. Néanmoins, des pourparlers tendant à renforcer l'interdiction de fumer seraient en cours. Ainsi, il est interdit depuis le 1er janvier 2010 de fumer dans tous lieux où de la nourriture est proposée. La loi prévoit également l'interdiction du tabac dans tous les lieux publics fermés en 2014 avec possibilité d'abaisser cette interdiction dès le 1er janvier 2012.
- Le 15 mars 2011, la cour constitutionnelle abroge le dispositif dérogatoire transitoire prévu dans la loi interdisant le tabac dans l'horeca.
- Depuis le 1er juillet 2011, il est interdit de fumer dans tous les lieux publics fermés du Royaume.
- Depuis le 1er novembre 2019, la vente de tabac est interdite aux moins de 18 ans (au lieu de 16 ans jusque là)[32].
- Depuis le 1er janvier 2021, il est interdit de fumer dans un véhicule si des mineurs sont à bord (l'interdiction ne s'appliquait auparavant qu'aux véhicules dans lesquels se trouvent des moins de 16 ans). De plus, toute publicité pour le tabac est interdite (devanture des magasins, présentoirs, enseignes lumineuses, etc.)[33],[34].

#### Espagne
Depuis le 2 janvier 2011, l'Espagne interdit la consommation de tabac dans les espaces publics fermés, les bars ainsi que les restaurants et discothèques. Fumer est également interdit à proximité des établissements scolaires et hospitaliers.

#### Irlande
Depuis mars 2004, il est interdit de fumer en Irlande dans tous les lieux fermés qui constituent des lieux de travail. L'interdiction de fumer est notamment applicable aux restaurants, aux cafés (pubs) et discothèques, et la création de salles réservées aux fumeurs ("fumoirs") n'y est pas prévue. C'est, de fait, le premier pays à avoir pris de telles mesures (même si certains États américains l'ont devancé sur certains points). Contrairement aux prédictions alarmistes des tenanciers de pubs, la mise en place de cette mesure s'est effectuée sans réelle difficulté et n'a pas eu d'impact négatif sur la marche des affaires des établissements publics. Une année après son entrée en vigueur, elle bénéficiait d'un très large soutien de la population, puisque 93 % des Irlandais se déclaraient satisfaits, dont 80 % chez les fumeurs.

#### Italie
- La loi de 1975 interdit de fumer dans les taxis, bus, métro et hôpitaux.
- Une autre loi plus restrictive, adoptée en décembre 2002 et entrée en application le 10 janvier 2005, interdit de fumer dans tous les lieux publics (même les bureaux de tabac), sauf dans des salles aménagées pour les fumeurs. Ces salles, dont la création est facultative, doivent représenter moins de 50 % de la surface de l'établissement, être closes et dotées de dispositifs stricts de ventilation. Elles doivent être fermées par des portes se fermant automatiquement et ne peuvent pas constituer des points de passage obligé pour les non-fumeurs[37].

#### Portugal
Depuis le 1er janvier 2008, il est interdit de fumer dans tous les lieux publics, sauf dans les cafés, bars, restaurants, où une partie peut être autorisée aux fumeurs, ; les établissements de moins de 100 m2 peuvent choisir d'être exclusivement fumeurs. Une loi adoptée en 2015 disposait qu'à partir de début 2021, il devait être interdit de fumer dans l'ensemble des bars et restaurants. La mesure n'était toutefois toujours pas en vigueur en 2021.
Il faut avoir 18 ans pour acheter du tabac.

#### Suède
En Suède, à partir du 1er juin 2005, il est totalement interdit de fumer dans les restaurants et dans les cafés, à moins que les établissements ne disposent de salles fermées réservées aux fumeurs et équipées d'un dispositif de ventilation réglementaire. Les pièces réservées aux fumeurs ne doivent pas constituer des lieux de passage obligé pour les autres clients, elles doivent utiliser moins de la moitié de la surface mise à la disposition du public, et les salariés des établissements ne sont tenus d'y séjourner que de façon « temporaire », aucune activité de service ne pouvant se dérouler pendant que quelqu'un fume.

### Andorre
Andorre est l'un des seuls pays européens, avec Monaco et le Liechtenstein, à n'avoir ni signé ni ratifié la Convention-cadre de l'OMS pour la lutte antitabac.
À la suite d'une initiative populaire en janvier 2010, le parlement andorran a légiféré sur le tabac et promulgué une loi interdisant le tabac dans tous les établissements publics. Le parti social-démocrate, dans l'opposition, a appuyé cette proposition et s'est aussi prononcé en faveur d'une interdiction complète du tabac dans tous les lieux publics sans exception. Mais peu après sa mise en application, le parlement a dû faire face à une seconde initiative populaire qui visait à réduire la portée de la loi initiale. La proposition de la plateforme pro-tabac a été finalement rejetée. Le gouvernement a toutefois proposé en 2014 qu'il soit de nouveau possible de fumer dans les casinos, ce qui a soulevé les protestations des restaurateurs qui ont demandé eux aussi à pouvoir déroger à la règle.
Le gouvernement d'Andorre a par ailleurs ratifié la directive de la Commission européenne sur les cigarettes électroniques.

### Norvège
Depuis le 1er juin 2004, il est interdit de fumer dans tous les lieux où l'on sert des produits alimentaires ou des boissons. Dans un souci de protéger le personnel contre les risques du tabagisme passif, la possibilité de créer des salles réservées aux fumeurs a été exclue.

### Royaume-Uni

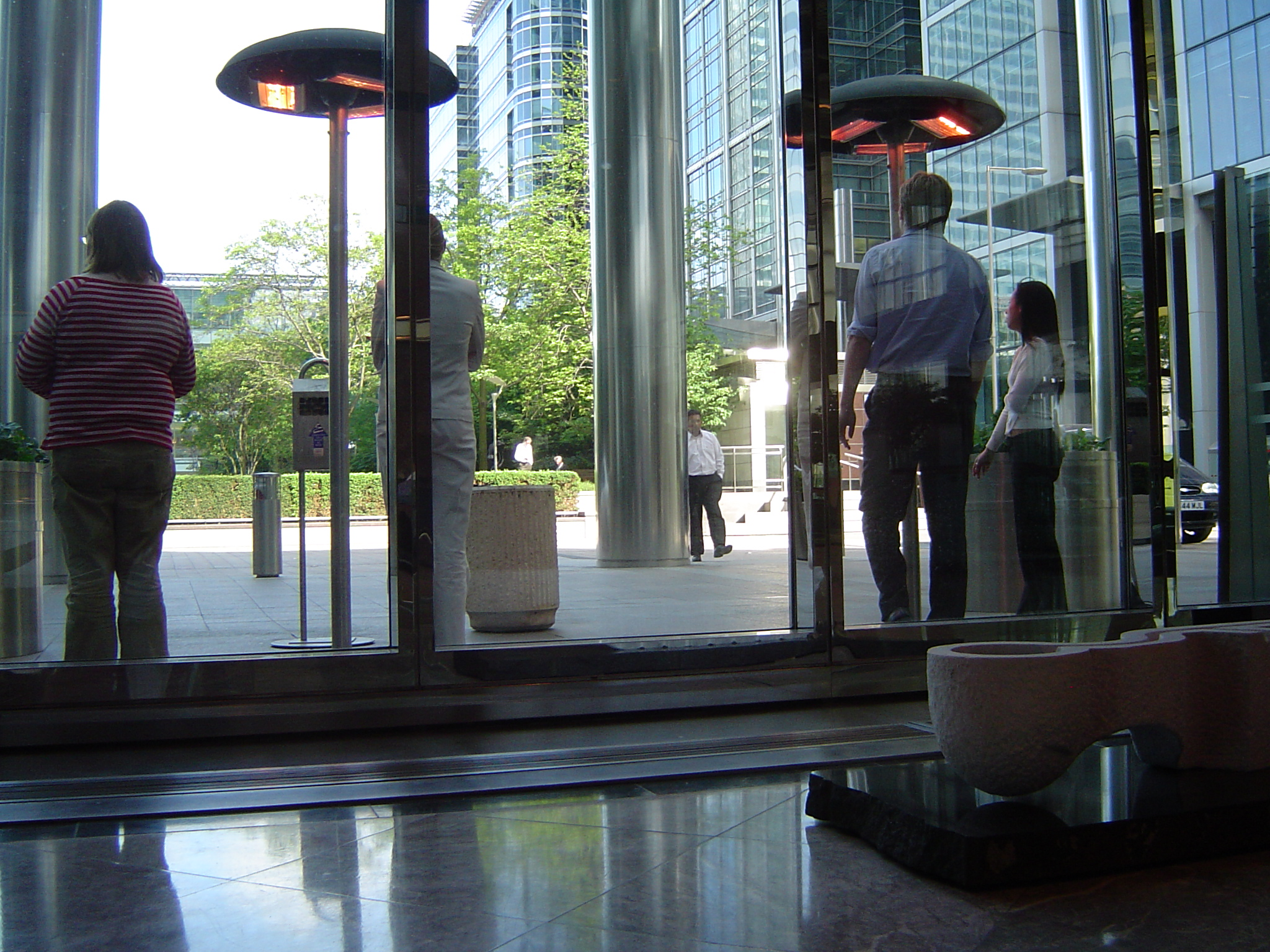
Fumeurs à l'extérieur d'un bâtiment de Canary Wharf, 2005

La Chambre des communes a voté dans la nuit du 14 au 15 février 2006 une loi interdisant la consommation de tabac dans les pubs, clubs et lieux de travail du pays. Elle est entrée en application en juillet 2007. Il sera toujours possible de fumer dans les espaces privés, les prisons et les hôtels. Les amendes iront de 50 livres pour le consommateur à 1 000 livres pour les propriétaires de pubs. L'âge minimum pour acheter du tabac a également été élevé à 18 ans.

### Russie
Il est interdit de fumer dans les lieux publics.
La loi sur « la protection de la santé des personnes contre le danger du tabagisme passif et les conséquences de la consommation de tabac », approuvée le 12 février 2013 par la chambre basse du Parlement (Douma) et entérinée le 20 février par le Conseil de la Fédération (chambre haute), a été promulguée lundi 25 février 2013 par Vladimir Poutine. Elle entrera en vigueur graduellement jusqu'en juin 2014.

### Suisse
La Suisse est dotée d'une législation sur le tabac définie au niveau fédéral et au niveau cantonal. Elle couvre notamment la protection de la population contre le tabagisme passif, la limitation de la publicité pour le tabac, les mises en garde sur les emballages et les taxes.

### Vatican
Depuis le 1er janvier 2018, la vente de tabac est interdite dans le magasin détaxé de la Cité du Vatican.